# Hans-Peter Gies
Hans-Peter Gies (Berlín, República Democrática Alemana, 9 de mayo de 1947) fue un atleta alemán especializado en la prueba de lanzamiento de peso, en la que consiguió ser medallista de bronce europeo en 1969.

## Carrera deportiva
En el Campeonato Europeo de Atletismo de 1969 ganó la medalla de bronce en el lanzamiento de peso, llegando hasta los 19.78 metros, siendo superado por los atletas también alemanes Dieter Hoffmann que con 20.12 batió el récord de los campeonatos, y Heinz-Joachim Rothenburg (plata con 20.05 metros).